# 千葉県道178号小田代勝浦線
千葉県道178号小田代勝浦線（ちばけんどう178ごう おだしろかつうらせん）は、千葉県夷隅郡大多喜町と勝浦市を結ぶ一般県道。

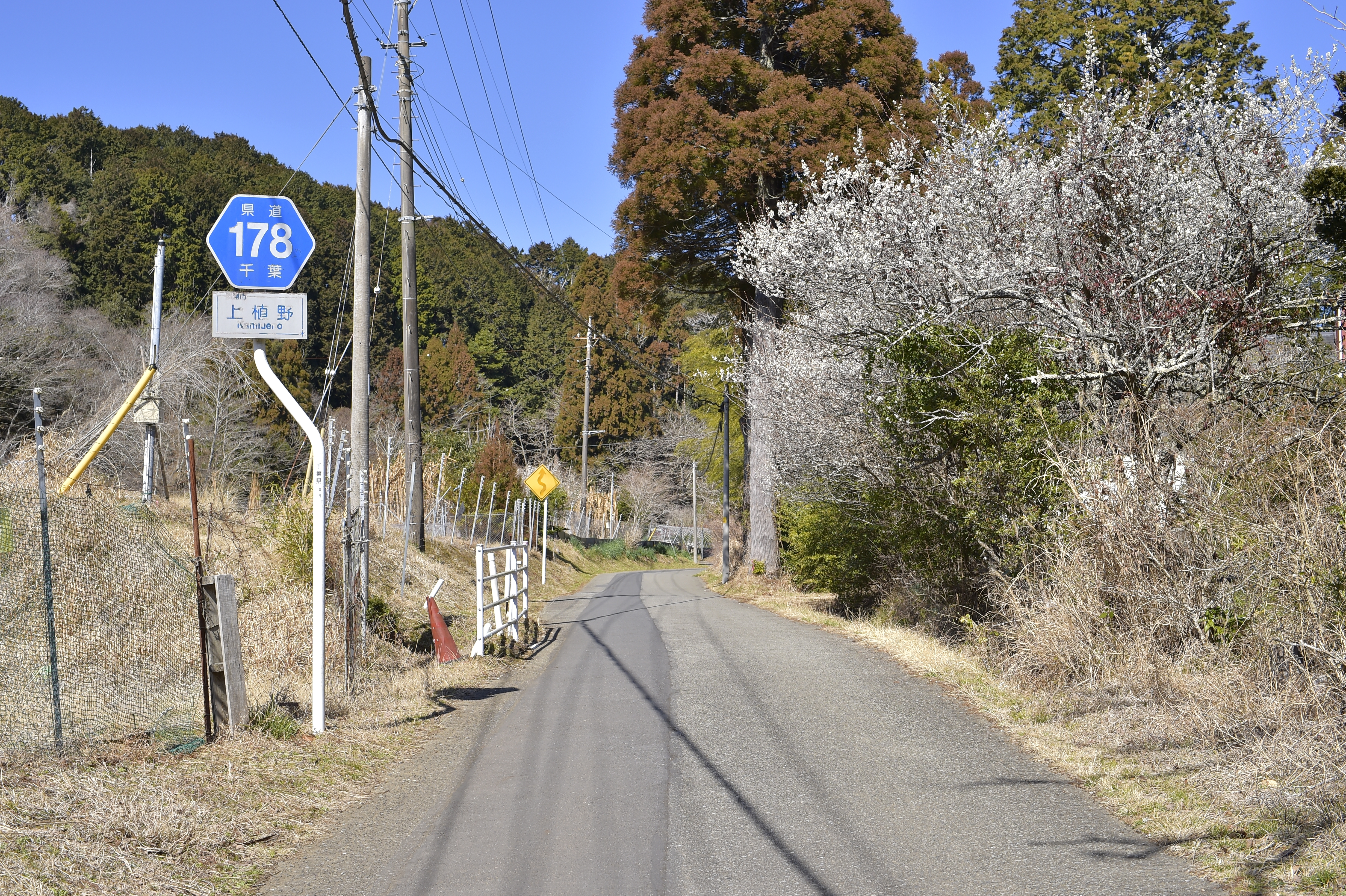
千葉県道178号小田代勝浦線
勝浦市上植野（2023年2月）

## 路線データ
- 起点：夷隅郡大多喜町小田代（老川十字路、国道465号・千葉県道81号市原天津小湊線交点）
- 終点：勝浦市大森（千葉県道177号勝浦上野大多喜線交点）
- 総延長：14.462 km（夷隅土木事務所管内：14.462 km[1]）
- 重用延長：0.778 km（夷隅土木事務所管内：0.778 km）
- 実延長：13.684 km（夷隅土木事務所管内：13.684 km[1]）
- Google マップ

## 路線状況

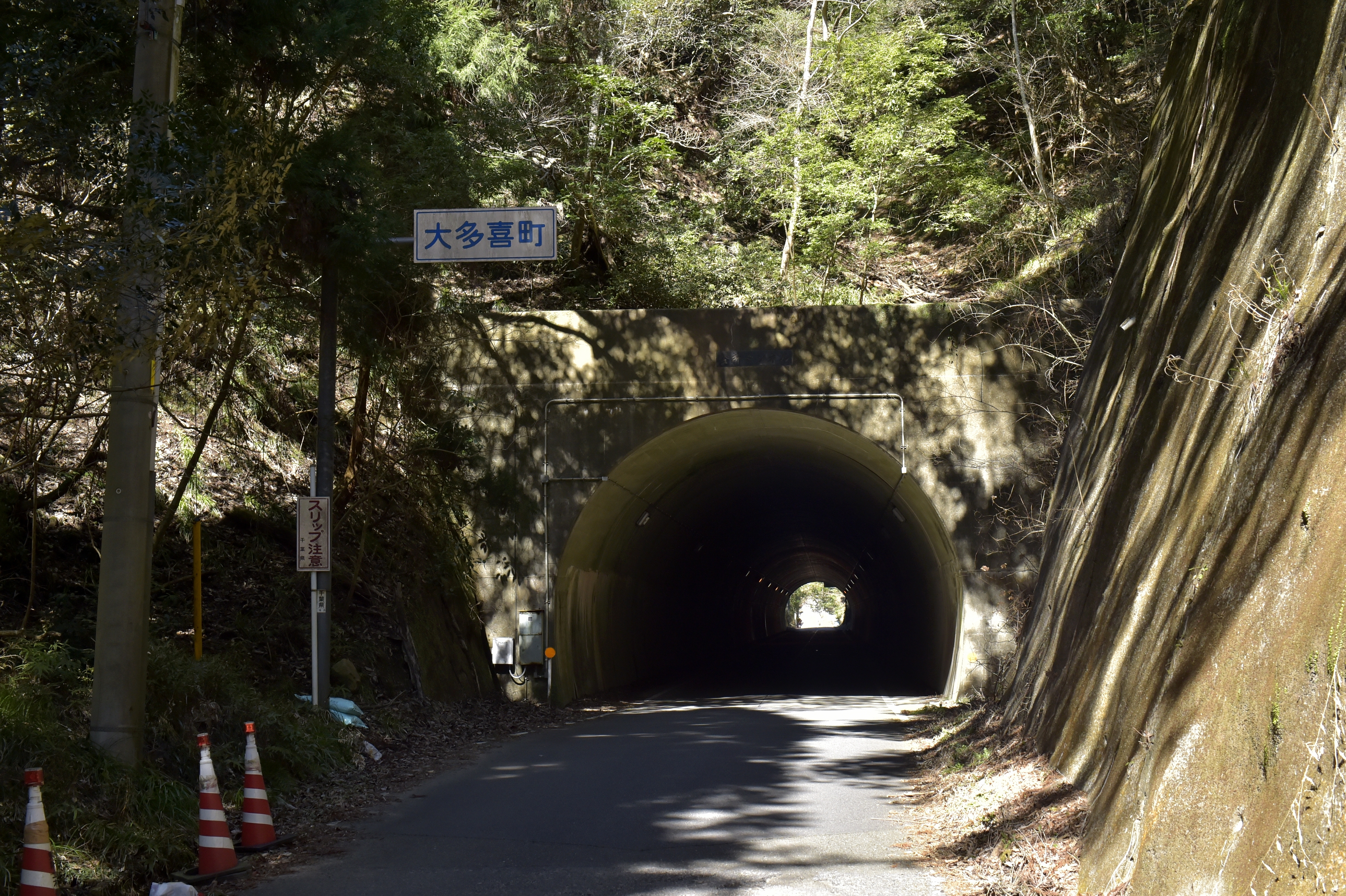
会所トンネル（2023年2月）

大多喜町栗又（6.3 km）から勝浦市上植野（4.5 km）の計10.8 km区間は、異常気象時通行規制区間に指定されており、時間雨量30ミリ以上、連続雨量150ミリ以上が観測されるとトンネル・土砂崩壊・落石の危険が及ぶ恐れがあるため通行止め規制（平成4年度指定）となる。迂回路として、国道464号と千葉県道177号勝浦上野大多喜線が指定されている。

### 道路施設
- 会所トンネル（大多喜町会所 - 勝浦市上植野）

## 地理

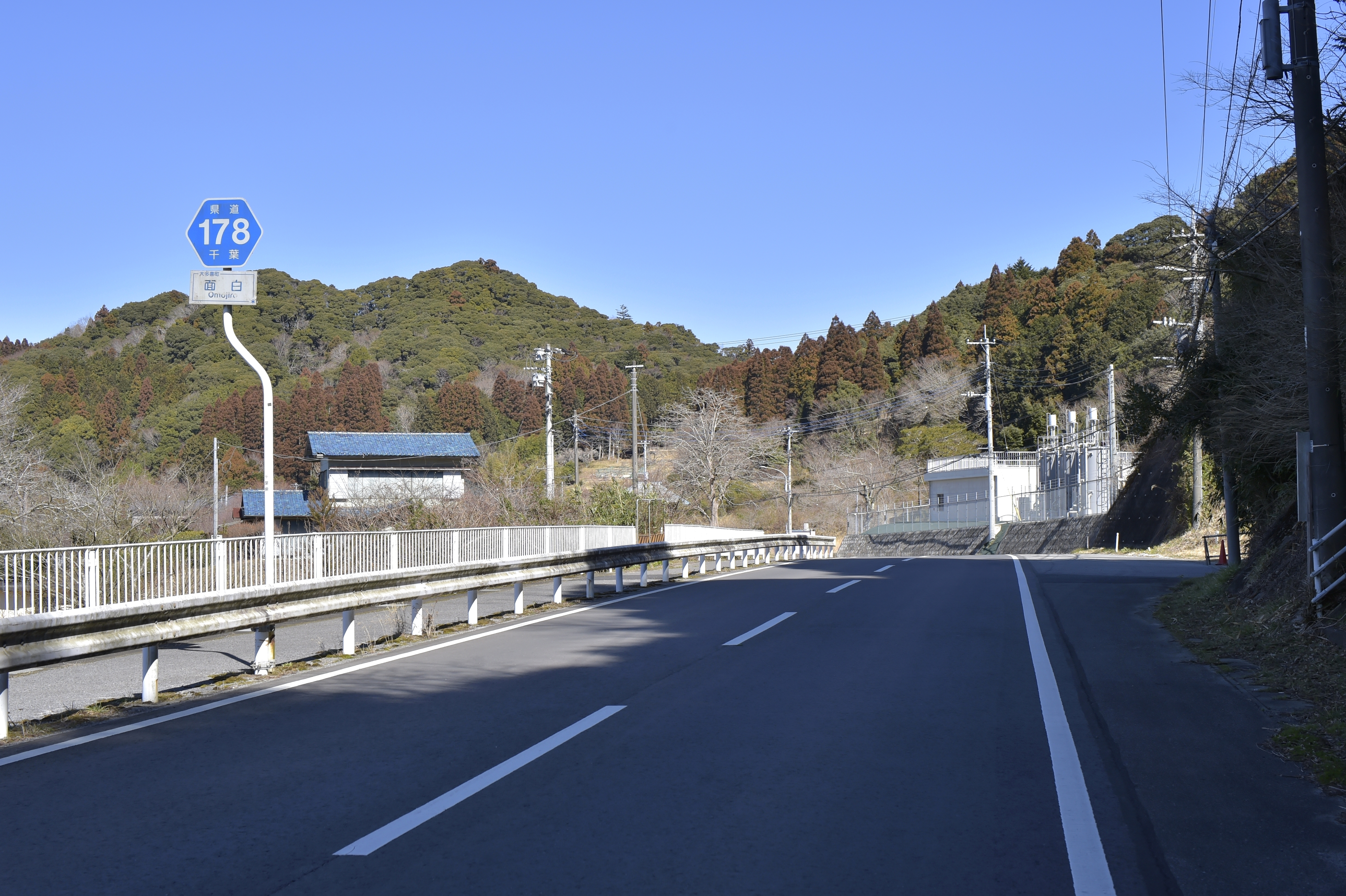
大多喜町面白（2023年2月）

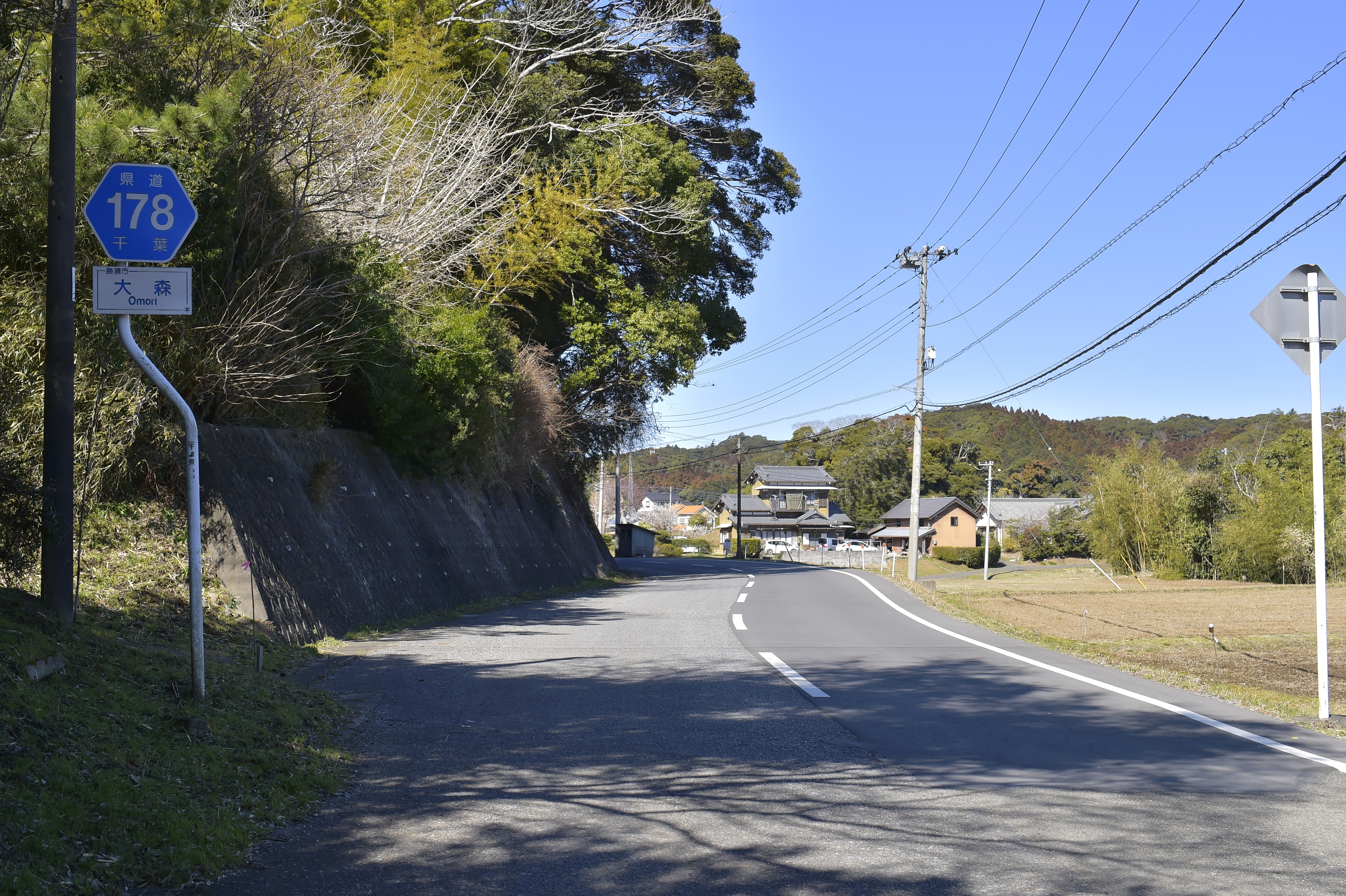
勝浦市大森の県道177号交点付近（2023年2月）

### 通過する自治体
- 夷隅郡大多喜町
- 勝浦市

### 交差・接続する道路
- 国道465号・千葉県道81号市原天津小湊線 - 夷隅郡大多喜町小田代（老川十字路、起点）
- 千葉県道177号勝浦上野大多喜線 - 勝浦市大森（終点）

### 周辺の地理・施設
- 養老川
- 高滝（粟又の滝）
- 勝浦ダム